# Juárez kommun, Chihuahua
Juárez är en kommun i Mexiko.   Den ligger i delstaten Chihuahua, i den norra delen av landet, 1 500 km nordväst om huvudstaden Mexico City. Antalet invånare är 1 332 131. Arean är 4 853 kvadratkilometer. Juárez gränsar till El Paso County.
Terrängen i Juárez är kuperad österut, men västerut är den platt.
Följande samhällen finns i Juárez:
- Juárez
- Jesús Carranza
- Alfredo B. Bonfil
- San Francisco